# Де-Калб (округ, Иллинойс)
Де-Калб (англ. DeKalb County) — округ в штате Иллинойс, США, расположен в 63 км к западу от Чикаго. По данным переписи 2010 года численность населения округа составила 105 160 чел., по сравнению с переписью 2000 года оно выросло на 18,2 %. Окружной центр Де-Калба — город Сикамор.

## История
Округ Де-Калб образован 4 марта 1837 года рядом с округом Кейн, штат Иллинойс. Назван в честь Иоганна де Кальба, немецкого героя американской войны за независимость. Между 1834 и 1837 годами здесь вдоль рек и ручьёв в лесистой местности начали селиться белые люди, привлечённые плодородной почвой, местной фауной и водными ресурсами. Основной рост округа был обусловлен развитием железнодорожного транспорта, предоставившего большие возможности для становления промышленности. Среди известных предприятий отрасли были: Sandwich Manufacturing Company, Marsh Harvester Company, Barbed Wire, Gurler Brothers Pure Milk и другие. Округ всегда выделялся развитостью сельского хозяйства. В 1852 году состоялась первая сельскохозяйственная ярмарка, прошедшая в Сикаморе под руководством сельскохозяйственного общества.

## География
Общая площадь округа — 1644 км² (634,66 миль²), из которых 1635,3 км² (631,31 миль²) или 99,47 % суши и 8,7 км² (3,35 миль²) или 0,53 % водной поверхности.

### Климат
Округ находится в переходной зоне между влажным климатом континентального типа и влажным субтропическим климатом. Температура варьируется в среднем от минимальных -12 °C в январе до максимальных 29 °C в июле. Рекордно низкая температура была зафиксирована в январе 1985 года и составила -33 °C, а рекордно высокая температура была зарегистрирована в августе 1988 года и составила 39 °C. Среднемесячное количество осадков — около 36 мм в феврале до 114 мм в июне.

### Соседние округа
Округ ДеКалб граничит с округами:
- Бун — на севере
- Мак-Генри — на северо-востоке
- Кейн — на востоке
- Кендалл — на юго-востоке
- Ла-Салл — на юге
- Ли — на западе
- Огл — на западе
- Уиннебейго — на северо-западе

### Основные автомагистрали
| Автомагистраль                 | Длина     | Начальный пункт      | Конечный пункт            | Год образования |
| ------------------------------ | --------- | -------------------- | ------------------------- | --------------- |
| Межштатная автомагистраль I-88 | 226,27 км | Силвис, около Молайн | Хиллсайд, около Чикаго    | 1987            |
| Шоссе US-30                    | 4946 км   | Астория, Орегон      | Атлантик-Сити, Нью-Джерси | 1926            |
| Шоссе US-34                    | 1806 км   | Гранби, Колорадо     | Чикаго, Иллинойс          | 1926            |
| Трасса Illinois-23             | 126,17 км | Понтиак              | Гарвард                   | 1918            |
| Трасса Illinois-38             | 89,28 км  | Диксон               | Уэстчестер                | 1918            |
| Трасса Illinois-64             | 223,41 км | Саванна              | Чикаго                    | 1924            |
| Трасса Illinois-72             | 178,17 км | Ланарк               | Чикаго                    | 1924            |

## Населённые пункты
| Населённый пункт | Статус  | Год основания | Площадь  | Население (2010) | Примечание                                   |
| ---------------- | ------- | ------------- | -------- | ---------------- | -------------------------------------------- |
| Кортленд         | город   |               | 5 км²    | 4270 чел.        |                                              |
| Де-Калб          | город   | 1837          | 32,7 км² | 43 862 чел.      | Крупнейший город названный в честь И. Кальба |
| Дженоа           | город   | 1835          | 4,9 км²  | 5193 чел.        |                                              |
| Хинкли           | деревня | 1830-е        | 3 км²    | 2070 чел.        |                                              |
| Кингстон         | деревня | 1835          | 3 км²    | 1164 чел.        |                                              |
| Киркленд         | деревня |               | 3 км²    | 1744 чел.        |                                              |
| Ли               | деревня |               | 1 км²    | 337 чел.         |                                              |
| Мальта           | деревня | 1855          | 1 км²    | 1164 чел.        |                                              |
| Мейпл-Парк       | деревня |               | 2 км²    | 1710 чел.        | Расположен большей частью в округе Кейн      |
| Сандуич          | город   | 1859          | 8 км²    | 7421 чел.        |                                              |
| Шаббона          | деревня |               | 2 км²    | 925 чел.         |                                              |
| Сомонаук         | деревня |               | 2 км²    | 1893 чел.        |                                              |
| Сикамор          | город   | 1837          | 14,4 км² | 17 519 чел.      | Окружной центр ДеКалба                       |
| Уотермен         | деревня |               | 3 км²    | 1506 чел.        |                                              |

## Демография
По данным переписи населения 2000 года, численность населения в округе составила 88 969 человек, насчитывалось 31 674 домовладения и 19 954 семьи. Средняя плотность населения была 54 чел./км².
Распределение населения по расовому признаку:
- белые — 85,6 %
  - немецкого происхождения — 25,6 %
  - ирландского происхождения — 10,8 %
  - английского происхождения — 7,2 %
  - норвежского происхождения — 5,0 %
- афроамериканцы — 4,59 %
- коренные американцы — 0,22 %
- азиаты — 2,35 %
- латиноамериканцы — 6,55 % и др.

Для 90,8 % жителей родным (первым) языком был английский, для 5,7 % жителей — испанский язык.
Из 31 674 семей 32,5 % имели детей в возрасте до 18 лет, проживающих вместе с родителями, 50,9 % семей — супружеские пары, живущие вместе, 8,5 % — матери-одиночки, а 37,0 % не имели семьи. 25,5 % всех домовладений состояли из отдельных лиц и в 7,9 % из них проживали одинокие люди в возрасте 65 лет и старше. Средний размер домохозяйства — 2,56 человека, а средний размер семьи — 3,11.
Распределение населения по возрасту:
- до 18 лет — 23,1 %
- от 18 до 24 лет — 22,0 %
- от 25 до 44 лет — 27,6 %
- от 45 до 64 лет — 17,4 %
- от 65 лет — 9,8 %

Средний возраст составил 28 лет. На каждые 100 женщин приходилось 98,2 мужчин. На каждые 100 женщин возрастом 18 лет и старше приходилось 96,5 мужчин.
Средний доход на домовладение — $ 45 828, а средний доход на семью — $ 58 194. Мужчины имеют средний доход от $ 41 111 против $ 26 690 у женщин. Доход на душу населения в округе — $ 19 462. Около 5,1 % семей и 11,4 % населения находились ниже черты бедности, в том числе 7,1 % лица моложе 18 лет и 4,5 % — 65 лет и старше.